# Viktor Kneib
Pour les articles homonymes, voir Kneib.
Viktor Ivanovitch Kneïb, (en russe : Виктор Иванович Кнейб — Viktor Ivanovič Knejb) né le 19 avril 1980 à Bratsk, est un lugeur russe ayant pris part à des compétitions dans les années 2000. Au cours de sa carrière, il a participé aux Jeux olympiques d'hiver de 2002 et 2006 où son meilleur résultat se situe lors de la seconde édition avec une onzième place. Aux mondiaux, il n'est également jamais parvenu à monter sur un podium puisque son meilleur résultat est une huitième place en 2007. Enfin en coupe du monde, il n'a jamais terminé sur le podium du classement final, toutefois il est monté une fois sur un podium lors d'une épreuve de coupe du monde lors de la saison 2010 avec une troisième place à Igls derrière Armin Zöggeler et Wilfried Huber.

## Palmarès
| Compétitions / Année    | Compétitions / Année    | 2001 | 2002 | 2003 | 2004 | 2005 | 2006 | 2007 | 2008 | 2009 | 2010 | 2011 | 2012 |
| ----------------------- | ----------------------- | ---- | ---- | ---- | ---- | ---- | ---- | ---- | ---- | ---- | ---- | ---- | ---- |
| Jeux olympiques d'hiver | Jeux olympiques d'hiver |      | 20e  |      |      |      | 11e  |      |      |      | 12e  |      |      |
| Championnats du monde   | Championnats du monde   | 27e  |      | 18e  | 15e  | 9e   |      | 8e   |      | 11e  |      | 9e   | 13e  |
| Coupe du monde          | Coupe du monde          | 24e  |      | 15e  | 17e  | 10e  | 6e   | 12e  | 17e  | 9e   | 10e  | 6e   | 16e  |